# José Carbone
José Ángel Carbone (ur. 15 września 1930 w Buenos Aires, zm. 7 czerwca 2014 tamże) – argentyński piłkarz, grający podczas kariery na pozycji pomocnika.

## Kariera klubowa
José Carbone piłkarską karierę rozpoczął w klubie Ferro Carril Oeste w 1948. W sezonie 1948 awansował z Ferro Carril Oeste do pierwszej ligi. W 1954 przeszedł do drugoligowego Argentinos Juniors Buenos Aires. Z Argentinos Juniors awansował do argentyńskiej ekstraklasy w 1955.
W latach 1959–1962 kolejno występował w pierwszoligowych: Independiente Avellaneda, W latach 1960–1962 występował w River Plate, CA Huracán i Rosario Central. Ostatnim klubem w jego karierze było drugoligowe stołeczne Platense, w którym występował w latach 1963-1964.

## Kariera reprezentacyjna
W reprezentacji Argentyny Carbone występował w 1959. W reprezentacji jedyny raz wystąpił 22 grudnia 1959 w wygranym 4-1 meczu z Brazylią w dodatkowej edycji Mistrzostwach Ameryki Południowej, na których Argentyna zajęła drugie miejsce.